# 民主六年

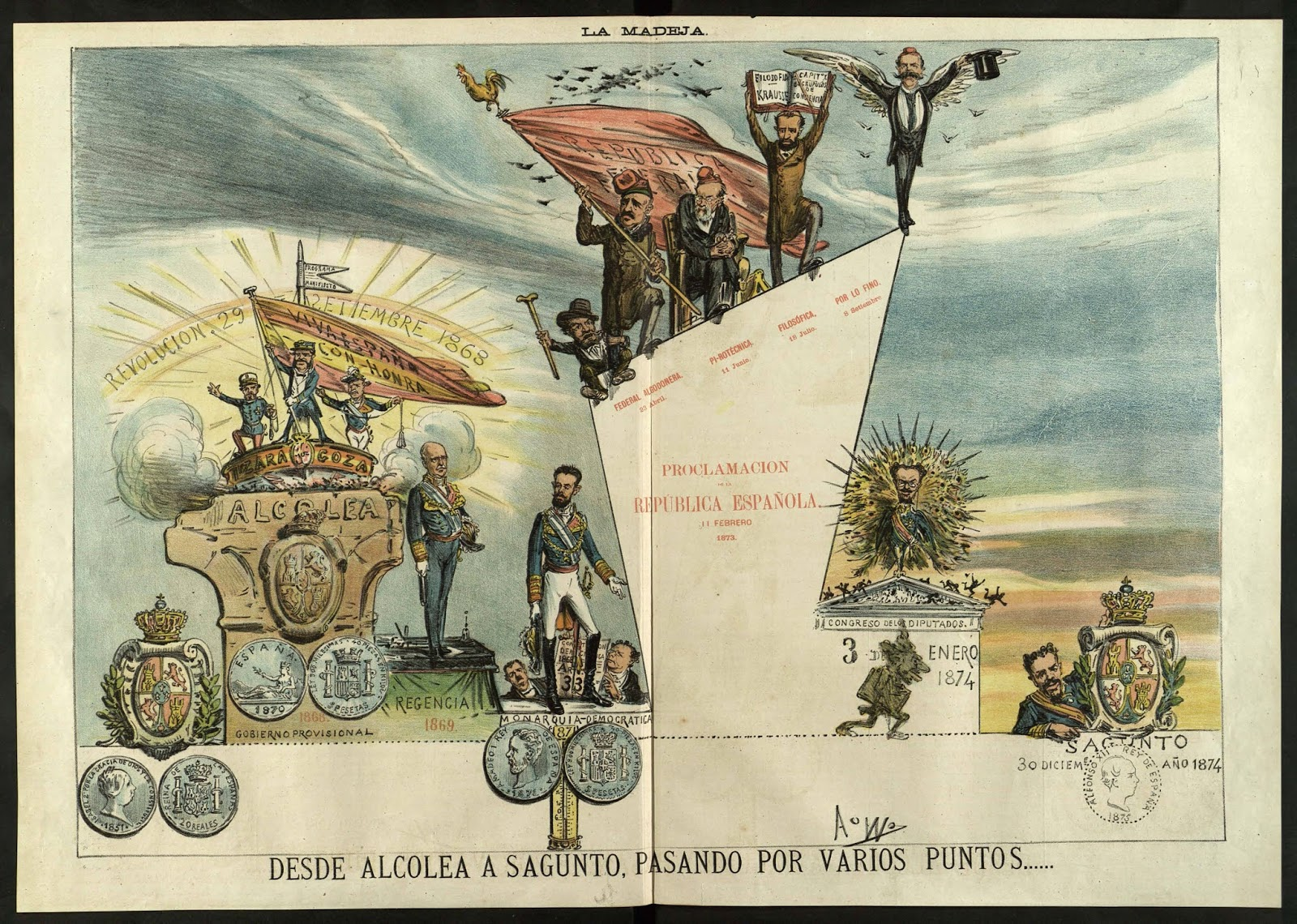
批评“民主六年”的政治漫画（1874年）

民主六年（西班牙語：Sexenio Democrático），又称革命六年（Sexenio Revolucionario），是指西班牙历史上1868年—1874年这段时期。这是一个政治非常不稳定的时期。
“民主六年”始于1868年9月30日西班牙女王伊莎贝拉二世被光荣革命推翻，结束于1874年12月29日波旁王朝复辟，当时伊莎贝拉二世的儿子阿方索十二世在阿尔塞尼奥·马丁内斯·坎波斯发动政变后被拥立为国王。
这一时期产生了19世纪最具进步性的西班牙宪法，即1869年宪法，它对西班牙公民的权利给予了最多的关注。
“民主六年”可以分为三个阶段：1、临时政府时期（1868年9月—1871年1月）；2、阿玛迪奥一世统治时期（1871年1月–1873年2月）；3、西班牙第一共和国时期（1873年2月—1874年12月）。